# 海潮镇
海潮镇，是中华人民共和国四川省泸州市泸县下辖的一个乡镇级行政单位。

## 行政区划
海潮镇下辖以下地区：
兴盛社区、红合村、流滩坝村、龙塘村、陈湾村、尖山村、徐场村和小白村。